# Vegavis
Vegavis iaai
Genre
Espèce
Vegavis est un genre éteint d'« oiseaux », aquatiques et plongeurs dont la position taxonomique est fortement débattue. Il a vécu au Maastrichtien supérieur sur le continent antarctique, il y a environ entre 70 et 66 Ma (millions d'années).
Une seule espèce est rattachée au genre : Vegavis iaai, décrite par Julia A. Clarke et al. en 2005.

## Étymologie
Le nom générique Vegavis est formé à partir du nom de l'île où a été découvert le fossile et de « avis », terme latin pour oiseau. Le nom d'espèce, iaai, est un hommage à l'Instituto Antártico Argentino (es) (IAA), dont une expédition découvrit le fossile, avec la désinence i du génitif latin.

## Description

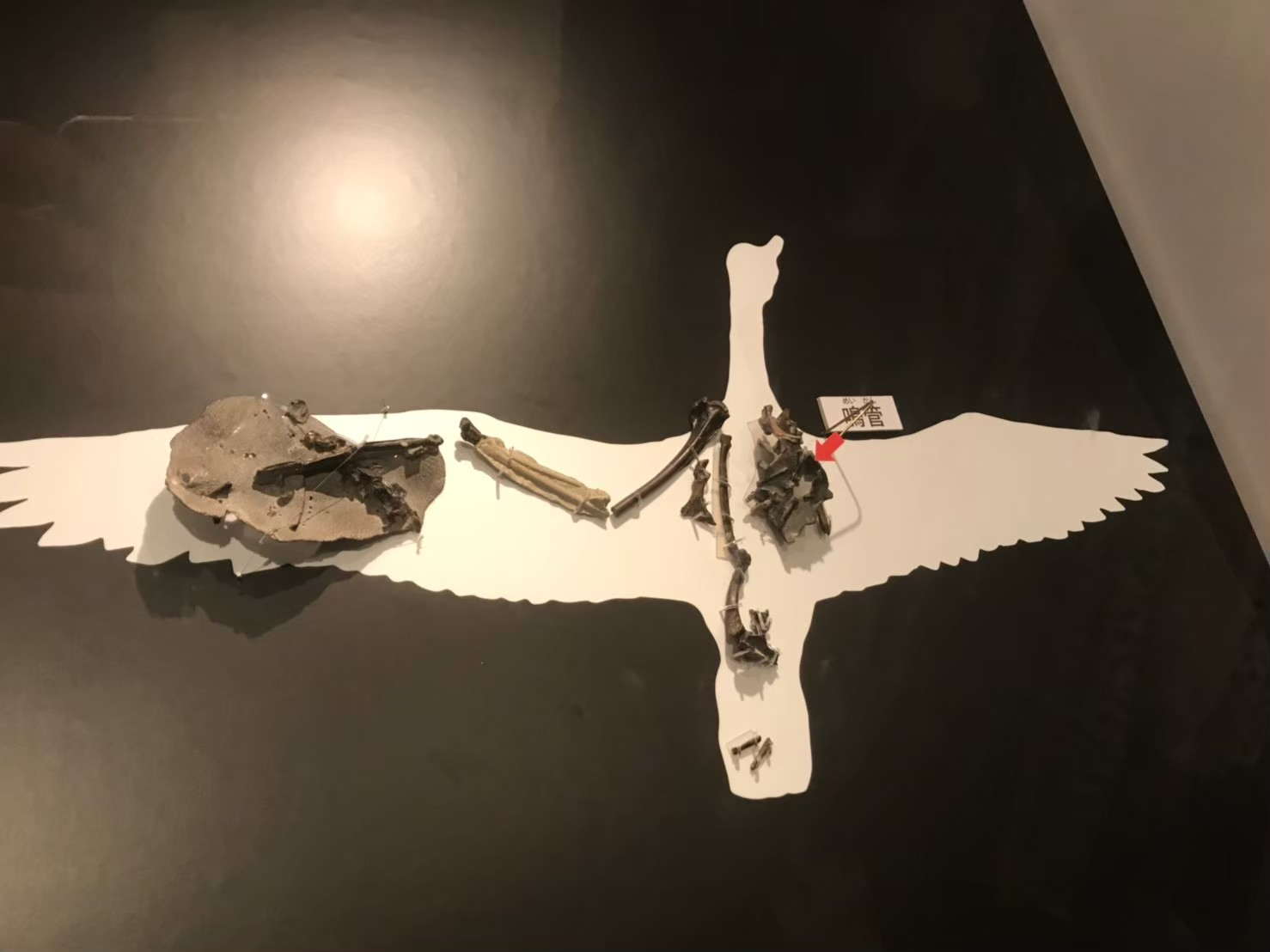
Restes fossilisés de Vegavis iaai. Exposition « Dinosaures » (Tokyo, 2019).

Un seul fossile (MLP 93-I-3-1) a été découvert, en 1992, sur l'île Véga en Antarctique occidental. Sa description n'a cependant pu être réalisée qu'en 2005, parce qu'il est pris dans une concrétion rendant périlleuse son extraction. L'étude du fossile n'a pu être rendue possible que par l'utilisation de la tomodensitométrie à rayons X par l'équipe de Julia A. Clarke de la North Carolina State University. L'oiseau aurait une longueur d'environ 60 centimètres.
La découverte en 2011 d'un crâne fossilisé pratiquement complet, permet en 2025, grâce à une reconstitution en trois dimensions par tomodensitométrie, de confirmer qu'il s'agit d'un oiseau proche de ceux vivant à l'époque moderne. 

## Milieu
Vegavis a été daté d'avant la grande extinction des dinosaures non-aviaires.

## Classification

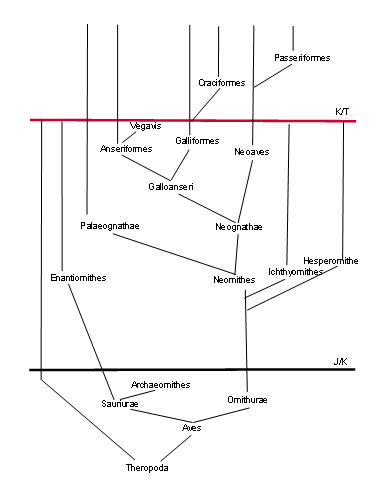
Position du genre Vegavis dans l'arbre phylogénétique des oiseaux (juste avant la limite K/T).

La découverte de Vegavis iaai a été saluée comme la première preuve que les proches parents des oiseaux modernes ont vécu aux côtés des dinosaures non-aviaires.
La classification originale de Vegavis par J. A. Clarke et ses collègues le place dans la classe des Aves (oiseaux modernes), l'infra-classe des Neognathae, l'ordre des Anseriformes (canards, oies,cygnes...) et la super-classe des Anatoidea.

### Débat sur la position phylogénétique deVegavis
Certains auteurs comme M. Wang et ses collègues en 2015 ont « sorti » Vegavis du groupe couronne des oiseaux modernes pour le placer juste en amont de celui-ci, comme un Ornithurae basal.
En 2017, la description d'un nouveau spécimen quasi complet de Vegavis (spécimen MACN-PV 19.748) conduit F. L. Agnolin et ses collègues à créer un nouveau clade, la famille des Vegaviidae, placée en position basale parmi les Anseriformes. Cette nouvelle famille inclut :
- † Vegavis iaai Clarke et al., 2005 du Maastrichtien (Crétacé supérieur) de l'Antarctique[1],[6] ;
- † Polarornis gregorii Chatterjee et al., 2002 découvert également dans le Maastrichtien de l'Antarctique[7] ;
- † Australornis lovei Mayr et Scofield, 2014 du Paléocène de Nouvelle-Zélande[8] ;
- † Neogaeornis wetzeli Lambrecht, 1929[9] du Maastrichtien du Chili.

En 2017 également, H. Worthy et ses collègues conduisent une analyse phylogénétique complète des taxons éteints (comme Vegavis et les Lithornithidae) et les taxons vivants de Galloanserae, Neoaves et Palaeognathae,. Ils concluent que le super-ordre des Galloanserae est monophylétique et contient quatre clades dont deux éteints :
- Galliformes ;
- Anseriformes ;
- † Gastornithiformes ;
- † Vegaviiformes, un nouveau taxon (ordre) qu'ils créent, et qui renferme uniquement la famille des Vegaviidae et le genre Vegavis[10],[11].

Selon ces auteurs, Vegavis est « fermement exclu » du groupe des Anseriformes et il reste le seul oiseau (Neornithes) bien documenté valide du Crétacé.
À la fin de 2017, Sandy M. S. McLachlan et ses collègues décrivent des restes fossiles partiels (coracoïde, humérus, cubitus et radius) d'un nouvel « oiseau » plongeur du Campanien supérieur (Crétacé supérieur) de la formation géologique de Northumberland sur la petite île Hornby, près de l'île de Vancouver en Colombie britannique : Maaqwi cascadensis.
Les auteurs le considèrent comme très proche de Vegavis, avec qui il le place en groupe frère. Ils en concluent que les deux genres sont des Ornithurae basaux, donc en dehors et en amont des oiseaux ; une analyse très différente des deux précédentes, mais qui est proche de celle de M. Wang en 2015.
Ces analyses phylogénétiques montrent des résultats très différents, changeant après l'introduction de chaque nouvelle espèce découverte. Elles confirment que la phylogénie des « oiseaux primitifs » en général, et de Vegavis en particulier, est loin d'être stabilisée.
En tout état de cause, la découverte en 2011 d'un crâne fossilisé pratiquement complet, permet en 2025, grâce à une reconstitution en trois dimensions par tomodensitométrie, de confirmer qu'il s'agit d'un oiseau proche de ceux vivant à l'époque moderne.